# Asura russula
Asura russula är en fjärilsart som beskrevs av Sergius G. Kiriakoff 1963. Asura russula ingår i släktet Asura och familjen björnspinnare. Inga underarter finns listade i Catalogue of Life.